# Ponte do Lucefécit (Terena)

A Ponte do Lucefécit, ou Ponte Velha de Terena sobre a ribeira de Lucefécit, é uma ponte situada sobre a Ribeira de Lucefécit junto à Estrada Nacional 255, a 1,5 km nordeste de Terena.
Esta ponte serviu durante séculos o caminho entre Terena e o Alandroal, para transpor a Ribeira de Lucefécit. A ponte apresenta algumas características do século XVI, possui seis arcadas de volta inteira de granito, apoiadas em pilares de pedra.
A ponte atualmente já não é utilizada, devido à construção da variante da EN 255.
A Ponte do Lucefécit está classificada como Monumento de Interesse Público desde dezembro de 2012.